# Partit Social Cristià (Comunitat Germanòfona de Bèlgica)
Partit Social Cristià (alemany Christlich Soziale Partei) és un partit polític de la Comunitat Germanòfona de Bèlgica. És el partit germà de parla alemanya dels partits belgues d'arrels cristians, el partit flamenc, Christen-Democratisch en Vlaams (CD&V), i els francòfons de Les Engagés, tot i que aquest darrere des de 2022 ha abandonat qualsevol referència confessional.

## Història
El Partit Social Cristià-Christelijke Volkspartij en la dècada de 1960 no va poder resistir la tendència cap a la federalització de les estructures de l'estat i del partit, i després de 1968 es va escindir en dues ales, el Partit Social Cristià de parla francesa i la Christen-Democratisch en Vlaams (CVP) de parla neerlandesa.
A les eleccions regionals belgues de 2004 fou el partit més votat a la Comunitat Germanòfona de Bèlgica, un diputat al Parlament való i també va obtenir un deputat al Parlament europeu, des del 2019 és Pascal Arimont. El 2006 va obtenir dos membres a la Diputació permanent de la província de Lieja. A les eleccions nacionals i europeus es presentava dins la llista del Centre Demòcrata Humanista i des de 2022 a la llista dels Engagés. Tot i això, contràriament al partit germà amb qui continua mantenint bones relacions, el CSP conserva el «C» en el sentit de cristià.

## Resultats electorals

### Parlament de la Comunitat Germanòfona
| Any  | Vots   | %         | Escons  | +/- | Notes |
| ---- | ------ | --------- | ------- | --- | ----- |
| 1990 | 13,178 | 33.6 (#1) | 8 / 25  |     |       |
| 1995 | 13,307 | 35.9 (#1) | 10 / 25 | 2   |       |
| 1999 | 12,822 | 34.8 (#1) | 9 / 25  | 1   |       |
| 2004 | 11,905 | 32.8 (#1) | 8 / 25  | 1   |       |
| 2009 | 10,122 | 27.0 (#1) | 7 / 25  | 1   |       |
| 2014 | 9,351  | 24.9 (#1) | 7 / 25  | =   |       |
| 2019 | 9,069  | 23.1 (#2) | 6 / 25  | 1   |       |
| 2024 | 7,920  | 19.78     | 5 / 25  | 1   |       |

### Parlament Europeu
| Any  | Líder          | Vots   | %          | %     | Escons | +/− | Grup |
| Any  | Líder          | Vots   | G.E.C.     | Total | Escons | +/− | Grup |
| ---- | -------------- | ------ | ---------- | ----- | ------ | --- | ---- |
| 1994 | Mathieu Grosch | 11,999 | 31.29 (#1) | 0.20  | 1 / 25 | Nou | EPP  |
| 1999 | Mathieu Grosch | 13,456 | 36.47 (#1) | 0.22  | 1 / 25 | =   | EPP  |
| 2004 | Mathieu Grosch | 15,722 | 42.29 (#1) | 0.24  | 1 / 24 | =   | EPP  |
| 2009 | Mathieu Grosch | 12,475 | 32.25 (#1) | 0.19  | 1 / 22 | =   | EPP  |
| 2014 | Pascal Arimont | 11,710 | 30.34 (#1) | 0.18  | 1 / 21 | =   | EPP  |
| 2019 | Pascal Arimont | 14,247 | 34.94 (#1) | 0.21  | 1 / 21 | =   | EPP  |
| 2024 | Pascal Arimont | 15,169 | 34.93 (#1) | 0.21  | 1 / 22 | =   | EPP  |